# محل هندسي
في الهندسة الرياضية، يطلق اسم المحل الهندسي (بالإنجليزية: locus)‏ على مجموعة النقاط التي تشترك بخاصية معينة. على سبيل المثال المستقيم هو المحل الهندسي لمجموعة النقاط المتساوية البعد عن مستقيمين متوازيين.

## أمثلة
- الدائرة هي المحل الهندسي للنقاط المتساوية البعد عن نقطة مركز الدائرة.
- القطع الناقص هو المحل الهندسي للنقاط التي تكون مجموع بعديها عن نقطتي المحرق متساوية.

أمثله أخرى من المواقع الهندسية البسيطة الأساسية هي:
- المركز المحيطي لمثلث (circumcenter)، له نفس البعد بالنسبة لرؤوس المثلث
- مركز الدائرة المحاطة (incentere)، مركز الدائرة الداخلية المماسة اضلع المثلث
- محور القطعة المستقيمة، المحل الهندسي للنقط التي لها نفس البعد بالنسبة لذلك المستقيم
- منصف الزاوية : المحل الهندسي للنقط التي لها نفس البعد بالنسبة لخطوط الزاوية، أو المحل الهندسي لمراكز الدوائر المماسة لتلك الخطوط.
- المستوى المنصف: المحل الهندسي للنقط التي لها نفس البعد عن مستويي الزاوية الزوجية.
- الاهليج هو المحل الهندسي لأقطاب الخط القطبي بالنسبة لثلاثة دوائر متحدة المستوى [3]

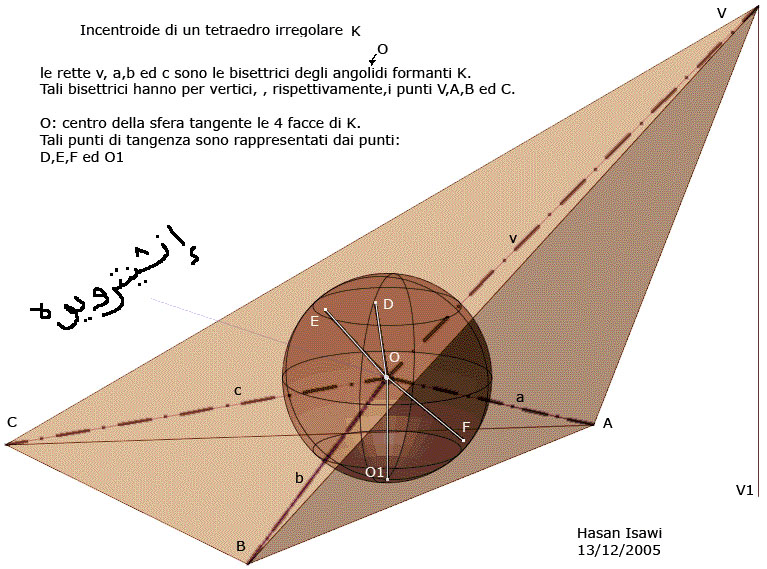
انشينترويد, مركز الكرة المماسة لأوجهه رباعي الوجوه (Tetrahedron)